# Josep Maria Riera i Mercader
Josep Maria Riera i Mercader (Barcelona, 1952 – Madrid, 9 de enero de 2007) fue un político español.
Estudió formación profesional en la Escuela Industrial de Sabadell y, posteriormente, Filosofía y Letras, especializado en políticas sociales. En 1974, todavía durante la dictadura franquista, fue elegido secretario de la Joventut Comunista de Catalunya (JCC) de Sabadell, al tiempo que miltaba en el Partido Socialista Unificado de Cataluña (PSUC), referente catalán del Partido Comunista de España (PCE). En 1976 fue elegido secretario general de la Joventut Comunista (JCC), sustituyendo a Domènec Martínez, detenido por la policía por actividades políticas. Como secretario general de la JCC, fue miembro nato del comité ejecutivo del PSUC.
Fue elegido diputado al Congreso en las primeras elecciones democráticas de 1977, renovando escaño en 1979, dentro de la candidatura del PSUC por la circunscripción de Barcelona. Junto con Rodolf Guerra (Partido de los Socialistas de Cataluña (PSC) y Juan María Bandrés (Euskadiko Ezkerra (EE) fue un defensor del derecho a la igualdad de gais y lesbianas en el Congreso. En 1981 abandonó el PSUC y dirigió el Centre d'Estudis Joventut i Societat en Cataluña. 
Tras la victoria electoral del Partido Socialista Obrero Español en las elecciones de 1982, fue nombrado director general de Juventud (1985-1988) siendo ministro de Cultura Javier Solana, para pasar después a ser asesor de la ministra de Asuntos Sociales, Matilde Fernández (1988-1991). Fue autor del Informe de la Juventud en España de 1984 y 1988, y organizó la Conferencia Intergubernamental de Políticas de Juventud en Iberoamérica en 1987. 

## Obras
- Crisis, juventud y eurocomunismo (1980)
- Vivir a los 20 (1988)
- Las Mujeres de los 90: el largo trayecto de las jóvenes hacia su emancipación (1991)
- Mayores de edad: la jubilación: un tiempo para vivir en plenitud  (1999)
- Contra la tercera edad: por una sociedad para todas las edades  (2005)